# Nebel des Krieges
Nebel des Krieges (auch Kriegsnebel) bezeichnet den Umstand, dass kriegswichtige Informationen aufgrund verschiedener Umstände (z. B. Kriegschaos, unterbrochene Meldewege, Feindestäuschung) immer mit Unsicherheiten und Unvollständigkeiten behaftet sind.

## Militär
Die Umschreibung des Begriffs taucht erstmals bei Carl von Clausewitz auf. In seinem 1832–1834 posthum herausgegebenen Buch Vom Kriege beschrieb er die strategische Notwendigkeit, Entscheidungen unter Zeitdruck mit unvollständigen Informationen nach bestem Wissen und Gewissen zu treffen: 

„Der Krieg ist das Gebiet der Ungewißheit; drei Vierteile derjenigen Dinge, worauf das Handeln im Kriege gebaut wird, liegen im Nebel einer mehr oder weniger großen Ungewißheit. Hier ist es also zuerst, wo ein feiner, durchdringender Verstand in Anspruch genommen wird, um mit dem Takte seines Urteils die Wahrheit herauszufühlen.“

Clausewitz hat den Begriff Nebel des Krieges nicht in der wörtlichen Form verwendet und auch mehrere ähnliche Begriffe wie „Zwielicht“ und „Mondschein“ verwendet, um einen Mangel an klaren Wissen im Krieg zu beschreiben. Die erste bekannte wörtliche Verwendung von Nebel des Krieges (bzw. engl.: Fog of War (FoW)) stammt aus dem Jahr 1896 in einem Buch mit dem Titel „The Fog of War“ von Sir Lonsdale Augustus Hale, in dem es als „der Zustand der Unwissenheit“ beschrieben wird, in dem sich Kommandeure häufig hinsichtlich der tatsächlichen Stärke und Position sowohl ihrer Feinde als auch ihrer Freunde befinden.
In geographischer Hinsicht würde dies z. B. bedeuten, dass ein Gebiet im Gegensatz zu einem unentdeckten Gebiet aus geographischem Aspekt zwar kartographiert oder beschrieben ist, weitere meist für das Militär wichtige Informationen (z. B. feindliche Landminen, Bodenbeschaffenheit aufgrund der Wetterlage, von Feindkräften zerstörte Brücken) jedoch fehlen.
Moderne Kriegsdoktrinen nehmen einen gewissen Mangel an Sicherheit und Präzision in Kauf, um nicht an Geschwindigkeit und Flexibilität einzubüßen. Mithilfe eines effizienten Gefechtsstandes, das heißt Aufklärung und Kommunikation, kann die aus dem Kriegsnebel entstandene Unsicherheit minimiert werden.

## Videospiele

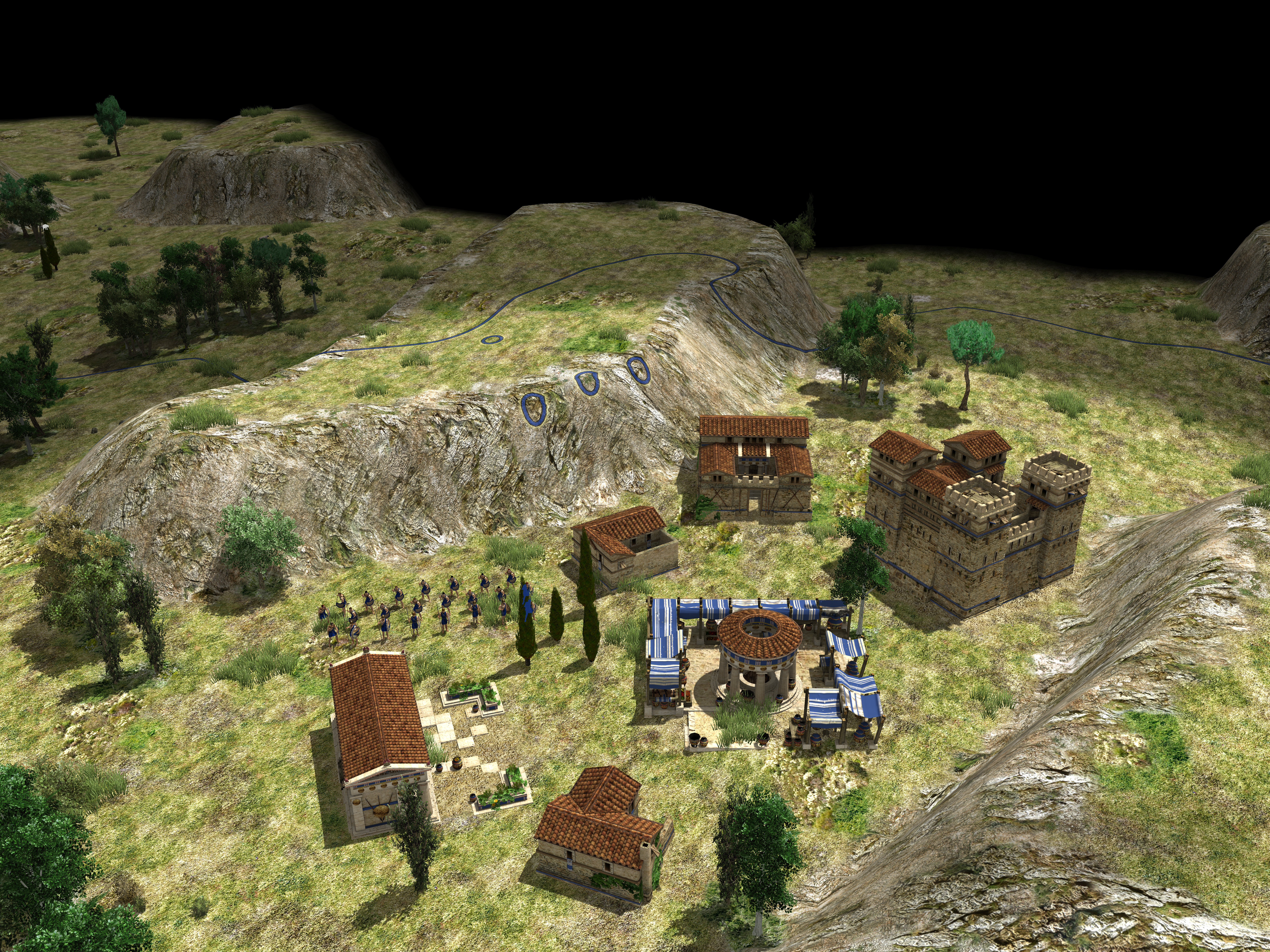
Beispiel der Dreiteilung in 0 A.D.: Sichtweite (heller Bereich), Kriegsnebel (abgedunkelter Bereich), und unerkundetes Gebiet (schwarze Fläche)

Der Nebel des Krieges ist ein Designkonzept in Computerspielen, vor allem in Taktik- und Strategiespielen. Im Computerspieler-Jargon bedeutet es, dass Elemente in einem Gebiet für den Spieler solange nicht sichtbar sind, bis eine Einheit zur Aufklärung dahin gesandt wurde. Dies wird dahingehend erweitert, dass bereits erkundete Gebiete der Karte im Nachhinein wieder teilweise unsichtbar werden, wenn diese nicht mehr in den Sichtbereich (engl. Line of Sight, LoS) der eigenen Einheiten und Gebäude fallen. Bewegliche oder leicht veränderbare Elemente, wie beispielsweise gegnerische Einheiten, sind im Nebel normalerweise unsichtbar, wohingegen feststehende Elemente, wie das Gelände und oft auch Gebäude, trotz des Nebels sichtbar bleiben, aber nicht aktualisiert werden (Verschwinden bei Zerstörung / Auftauchen von Neubauten).
Das Konzept wurde in einem Videospiel erstmals in dem Rundenstrategiespiel Empire von 1977 umgesetzt. Das erste Echtzeitstrategiespiel, das einen Nebel des Krieges beinhaltete, war Dune II – Kampf um Arrakis. Dieser bleibt in diesem Spiel jedoch, einmal aufgedeckt, permanent verschwunden. Das Spiel Warcraft 2 von 1995 führte dann den Nebel des Krieges ein, bei dem bereits aufgeklärte Gebiete wieder verhüllt werden, wenn man keine Einheiten oder Gebäude dort positioniert. Dies ist bei Spielen mit Nebel des Krieges seitdem Standard.
Das Konzept wurde schon früh in Strategiespielen implementiert, wurde seitdem aber immer wieder erweitert. So wurden bei den ersten Spielen Geschehnisse in den nicht beobachteten Gebieten einfach ausgeblendet, heute werden Sichtkegel und Schattierungen verwendet, um den „Nebel“ darzustellen.